# 真·三國無雙 (2000年遊戲)
《真·三国无双》是一款光榮公司（現光榮特庫摩）制作并发行的三国题材動作砍杀游戏，2000年在PlayStation 2平台首发，是《真·三国无双系列》的首作。本作採用了同公司於1997年推出的格鬥遊戲《三国无双》中部分人物與招式設定，再大幅翻新了遊戲系統，轉變為全新的一對多砍杀游戏型態，立下了日後《無雙系列》的發展方向。

## 剧情
玩家选择一个三国时期的武将，进行一系列的相对应战役，最终攻灭其他的国家，达到完成统一中国的结局。

## 經典關卡
| 戰役       | 公元  | 勢力             |
| ---------- | ----- | ---------------- |
| 黃巾之亂   | 184年 | 討伐軍 vs 黃巾賊 |
| 虎牢關之戰 | 191年 | 聯合軍 vs 董卓軍 |
| 官渡之戰   | 200年 | 曹操軍 vs 袁紹軍 |
| 長坂之戰   | 208年 | 劉備軍 vs 曹操軍 |
| 赤壁之戰   | 208年 | 孫劉軍 vs 曹操軍 |
| 合肥之戰   | 215年 | 魏軍 vs 吳軍     |
| 夷陵之戰   | 222年 | 蜀軍 vs 吳軍     |
| 五丈原之戰 | 234年 | 蜀軍 vs 魏軍     |

## 角色
本游戏共有28个角色。角色有提供中文配音的語音，由臺灣配音員負責。
| 蜀                                        | 魏                                       | 吴                                        | 其他                                   |
| ----------------------------------------- | ---------------------------------------- | ----------------------------------------- | -------------------------------------- |
| 关羽 CV： 增谷康紀（日） 康殿宏（中）     | 曹操 CV： 岸野幸正（日） 王希華（中）    | 甘宁* CV： 北谷彰基（日） 沈光平（中）    | 貂蝉 CV： 小松里歌（日） 鄭仁麗（中）  |
| 黄忠* CV： 川津泰彥（日） 孫中台（中）    | 张辽* CV： 木下尚紀（日） 孫中台（中）   | 吕蒙* CV： 堀之紀（日） 雷威遠（中）      | 董卓* CV： 堀之紀（日） 雷威遠（中）   |
| 姜维* CV： 菅沼久義（日） 夏治世（中）    | 典韦 CV： 中井和哉（日） 李英立（中）    | 陆逊 CV： 野島健児（日） 胡大衛（中）     | 吕布 CV： 稻田徹（日） 待查（中）      |
| 刘备* CV： 遠藤守哉（日） 周寧（中）      | 司马懿* CV： 瀧下毅（日） 李景唐（中）   | 孙坚* CV： 徳山靖彥（日） 于正昌（中）    | 袁绍* CV： 龍谷修武（日） 沈光平（中） |
| 马超*' CV： 服卷浩司（日） 李英立（中）   | 夏侯惇 CV： 中井和哉（日） 李英立（中）  | 孙权* CV： 菅沼久義（日） 夏治世（中）    | 张角* CV： 川津泰彥（日） 孫中台（中） |
| 张飞* CV： 掛川裕彥（日） 楊少文（中）    | 夏侯渊* CV： 徳山靖彥（日） 于正昌（中） | 孙尚香 CV： 宇和川恵美（日） 陳季霞（中） |                                        |
| 赵云 CV： 小野坂昌也（日） 孫德成（中）   | 许褚 CV： 吉水孝宏（日） 周寧（中）      | 太史慈 CV： 掛川裕彥（日） 楊少文（中）   |                                        |
| 诸葛亮 CV： 小野坂昌也（日） 孫德成（中） |                                          | 周瑜 CV： 吉水孝宏（日） 周寧（中）       |                                        |

* 表示为本系列新的角色
粗体 表示为主要角色

## 评价
游戏在发行后收到正面至中等的评价。GameRankings给予本游戏72%的分数。Metacritic给予75/100的分数。Fami通给予本游戏31/40的分数。